# Glavica (Lipljan)
Pour les articles homonymes, voir Glavica.
Gllavicë en albanais et Glavica en serbe latin (en serbe cyrillique : Главица) est une localité du Kosovo située dans la commune/municipalité de Lipjan/Lipljan, district de Pristina (Kosovo) ou district de Kosovo (Serbie). Selon le recensement kosovar de 2011, elle compte 248 habitants, tous albanais.

## Démographie

### Évolution historique de la population dans la localité
| 1948 | 1953 | 1961 | 1971 | 1981 | 1991 | 2011 |
| ---- | ---- | ---- | ---- | ---- | ---- | ---- |
| 132  | 189  | 209  | 228  | 241  | 344  | 248  |

|  |